# Хохичу
Хохичу — покинутый аул в Итум-Калинском районе Чеченской Республики. Входит Терлоевское сельское поселение.

## География
Расположен на правом берегу реки Аргун, к юго-западу от районного центра Итум-Кали.
Ближайшие населённые пункты: на севере — Басхой, на северо-западе — Цекалой и Вост Хойхи, на северо-востоке — Шундыки и Пэрой, на юго-западе Тоги, на западе Пуога, на востоке — Корхой.

## История
В 1944 году коренное население ЧИ АССР было выселено. После восстановления ЧИ АССР чеченцам было запрещено возвращаться в свои исконные районы: Галанчожский, Шатойский и Итум-Калинский.